# De Leesjury
De Leesjury (tot 2020: Kinder- en Jeugdjury Vlaanderen, KJV) is een jury voor jeugdliteratuur in Vlaanderen. De jury bestaat uit kinderen en jongeren tussen 4 en 18 jaar. Juryleden krijgen een lijst van boeken om te beoordelen. Hiervoor komen ze soms samen in leesgroepen waarin ze praten over de boeken.
De Kinder- en Jeugdjury Vlaanderen ontstond in 1998 uit de Kinder- en Jeugdjury voor het boek in Vlaanderen (KJJ) en de Kinder- en Jeugdjury Limburg (KJL), maar in 2001 splitste de KJL zich weer af.  Zij hanteerden de naam Lees 1 7 (spreek uit: Lees eens even) tot het initiatief in 2017 werd stopgezet. De Kinder- en Jeugdjury Vlaanderen ging onder deze naam verder als een programma van Iedereen Leest vzw.
Nederlandstalige boeken geschreven door in Vlaanderen wonende Belgische auteurs en in het Nederlands vertaalde boeken door Belgische auteurs die in Vlaanderen wonen komen in aanmerking voor de prijzen. Kinderen kunnen hun stem uitbrengen op genomineerde boeken. De prijzen worden in mei uitgereikt. De jury heeft ook een eigen website.

## Winnaars

### Leeftijd tot 6 jaar
- 1999 - O, die stekels (Guy Daniëls & Elsbeth Fontein)
- 2000 - Het kleine geheim van Pieter (Bettie Elias & Anne Westerduin)
- 2001 - De kip van Huub (Mario Boon)
- 2002 - Kleine draak (Lieve Baeten)
- 2003 - Ik zou het leuk vinden... (Caroline Grégoire)
- 2004 - De knuffelkoningin (Kristien Aertssen)
- 2005 - Net op tijd (Bart Demyttenaere & Leo Timmers)
- 2006 - Supermuis (Leo Timmers)
- 2007 - Wie rijdt? (Leo Timmers)
- 2008 - Schattig (Lida Dijkstra & Marije Tolman)
- 2009 - Diepzeedokter Diederik (Leo Timmers)
- 2010 - Het vreemde ei (Emily Gravett)
- 2011 - Het circusschip (Chris Van Dusen)
- 2012 - Meneer René (Leo Timmers)
- 2013 - Boem (Leo Timmers)
- 2014 - Nog een keer! (Emily Gravett)
- 2015 - Piraten in de straat (Jonny Duddle)
- 2016 - De krokodil die niet van water hield (Gemma Merino)
- 2017 - Garage Gust (Leo Timmers)
- 2018 - Suzie Ruzie in het diepe (Jaap Robben & Benjamin Leroy)
- 2019 - Plasman (Benjamin Leroy & Jaap Robben)
- 2020 - Hap, slik, weg (Marie Dorléans)

### Leeftijd 6 tot 8 jaar
- 1999 - Fliks en Flora (Marc de Bel & Mie Buur)
- 2000 - Vos en Haas (Sylvia Vanden Heede)
- 2001 - Tot kijk, Vos en Haas (Sylvia Vanden Heede)
- 2002 - Waar is Sinterklaas? (Ann Lootens)
- 2003 - Hier mag je niet spelen (Katrien Vandewoude & Marja Meijer)
- 2004 - Hoog en laag (Ann Lootens & Riske Lemmens)
- 2005 - Mies is raar (Brigitte Minne & Marja Meijer)
- 2006 - Wow, wat een wolf! (Stefan Boonen & Frank Daenen)
- 2007 - Vos en Haas en de dief van lek (Sylvia Vanden Heede)
- 2008 - De tijgerprins (Chen Jiang Hong)
- 2009 - 365 pinguïns (Jean-Luc Fromental & Joëlle Jolivet)
- 2010 - Dievenschool op vrije voeten (Dirk Nielandt & Helen van Vliet)
- 2011 - De ongelooflijk bijzondere boekeneter (Oliver Jeffers)
- 2012 - Ridder Muis (Dirk Nielandt & Marjolein Pottie)
- 2013 - Fred en de wolk (Dirk Nielandt & Tom Schamp)
- 2014 - Jacques naar de stad (Alex T. Smith)
- 2015 - Jacques op vakantie (Alex T. Smith)
- 2016 - De krijtjes staken! (Drew Daywalt & Oliver Jeffers)
- 2017 - Een reus van een beer (Kristien Dieltiens & Seppe Van den Berghe)
- 2018 - Bobbi Bolhuis, redder in nood (Kate DiCamillo & Loes Riphagen)
- 2019 - Dappere Max (Ed Vere)
- 2020 - Kat en vis (Alain Clark & Loes Riphangen)

### Leeftijd 8 tot 10 jaar
- 1996 - De bende van Mol (Willy Schuyesmans)
- 1997 - Kobe en de Salamimannen (Brigitte Minne)
- 1998 - Malus (Marc de Bel)
- 1999 - Brand in de Tikkebossen (Willy Schuyesmans)
- 2000 - Juffrouw Verdorie (Patricia David)
- 2002 - De juf wil bloed (Dirk Vranken)
- 2003 - Kleine Bobo (Inge Scheyen & Riske Lemmens)
- 2004 - Gijs en Lise; Zakenreis (Bart Demyttenaere & Wouter Kersbergen)
- 2005 - De wereld van Camillo (Mieke Vanpol & Ann De Bode)
- 2006 - Ik staak (Amélie Couture)
- 2007 - Jonas en de dolfijn (Annelies Tock)
- 2008 - Het verhaal van oom Shelby over Lafcadio, de leeuw die terugschoot (Shel Silverstein)
- 2009 - Watson (Martha Heesen)
- 2010 - Red mijn hond! (Anna Woltz & Saskia Halfmouw)
- 2011 - Dummie de mummie en de gouden scarabee (Tosca Menten & Elly Hees)
- 2012 - Sofie en de pinguïns (Edward van de Vendel & Floor de Goede)
- 2013 - Hotel Tussentijd (Lisa Boersen & Lars Deltrap)
- 2014 - De grote konijnenreddingsactie (Katie Davies & Hannah Shaw)
- 2015 - De waanzinnige boomhut van 13 verdiepingen (Andy Griffiths & Terry Denton)
- 2016 - Een vreemd feestje (Bette Westera & Alex De Wolf)
- 2017 - Wacht (Mieke Dobbels, Vicky Lommatzsch & Sabien Clement)
- 2018 - Armstrong (Torben Kuhlmann & Joukje Akveld)
- 2019 - De keukenprins van Mocano: Reis naar het hoge Noorden (Mathilda Masters & Georgien Overwater)
- 2020 - De keukenprins van Mocano: De grote ontspanning (Mathilda Masters & Georgien Overwater)

### Leeftijd 10 tot 12 jaar
- 1996 - Kleuren tegen een tiran (Linda Van Mieghem)
- 1997 - De monsters van Frankenzwein (Marc de Bel)
- 1998 - Slagen (Roger Schoenmans)
- 1999 - Het beest van de Canigou (Patrick Lagrou)
- 2000 - De kwartjesclub (Pierre Coran)
- 2001 - De rolstoelrevolutie (Sandra Glover)
- 2002 - Geheime vrienden (Veerle Vrindts)
- 2003 - De spoken van McHaggis (Patrick Lagrou)
- 2004 - De yeti in Berlijn (Will Gmehling)
- 2005 - Voor altijd bij jou (Karla Stoefs)
- 2006 - Zwart in je vel (Renate Ahrens)
- 2007 - De donkere getallen III: de grot van Merlijn (Luc Descamps)
- 2008 - Het Geheim van te veel Torens (Mark Tijsmans)
- 2009 - Wiet Waterlanders I (Mark Tijsmans)
- 2010 - Sam Smith en de Dragons (Jonas Boets)
- 2011 - Wolf (Sophie Swerts Knudsen)
- 2012 - Verdwijnkind (Bies van Ede)
- 2013 - Kulanjango (Gill Lewis)
- 2014 - Spinder (Simon van der Geest, illustraties: Karst-Janneke Rogaar)
- 2015 - Mijn bijzonder rare week met Tess (Anna Woltz)
- 2016 - Want een ezel is een voorbeeldig mens! (Frank Pollet & Kristina Ruell)
- 2017 - Spijkerzwijgen (Simon van der Geest)
- 2018 - Alaska (Anna Woltz)
- 2019 - De oorlog die mijn leven redde (Kimberley Brubaker Bradley)
- 2020 - Het mysterieuze horloge van Walker & Dawn (Davide Morosinotto)

### Leeftijd 12 tot 14 jaar
- 1996 - Het meisje uit de jungle (Patrick Lagrou)
- 1997 - Voor Paulien (Paul Kustermans)
- 1998 - Voorbij de regenboog (Paul Kustermans)
- 1999 - De visioenenvloek (Anne Rutyne)
- 2000 - De tijd is een cirkel (Malika Oulad-Chaâra)
- 2001 - Rimpels in het water (Maria Heylen)
- 2002 - Olrac (Kristien Dieltiens)
- 2003 - Voettocht naar de vrijheid (Maria Heylen)
- 2004 - Mijn hondenjongen (Do Van Ranst)
- 2005 - Na het licht (Johan Vandevelde)
- 2006 - Huilen naar de maan (Gerda Van Erkel])
- 2007 - De leeuwendochter (Roger Schoemans)
- 2008 - Elfenblauw (Johan Vandevelde)
- 2009 - Hij of ik? (Bettie Elias)
- 2010 - Gone = Verlaten (Michael Grant)
- 2011 - De hongerspelen (Suzanne Collins)
- 2012 - Elfenblauw: de vallei van de Goden (Johan Vandevelde & Mario Baert)
- 2013 - Erebos (Ursula Poznanski)
- 2014 - Ik zal er zijn (Holly Goldberg Sloan)
- 2015 - Wonder (R.J. Palacio)
- 2016 - Honderd uur nacht (Anna Woltz)
- 2017 - De Maan-zaak (Stuart Gibbs)
- 2018 - Het offer van de Baobab (Kate Kriske)
- 2019 - Oorlog in een koffer (Berti Persoons)
- 2020 - Adem: Tsunami (Nico De Braeckeleer)

### Leeftijd 14 jaar en ouder
- 1996 - Een vlieg op de muur (Dirk Bracke)
- 1997 - Kristalnacht (Diane Broeckhoven
- 1998 - Het uur nul (Dirk Bracke)
- 1999 - In de klauwen van de duivel (Patrick Lagrou)
- 2000 - Splinters (Marita de Sterck)
- 2001 - En met Anna? (Jan Simoen)
- 2002 - De keuze (Karel Verleyen)
- 2003 - Straks doet het geen pijn meer (Dirk Bracke)
- 2004 - Op kot (Marita de Sterck)
- 2005 - Lopen voor je leven (Els Beerten)
- 2006 - Met huid en haar (Marita de Sterck)
- 2007 - Jonkvrouw (Jean-Claude van Rijckeghem & Pat van Beirs)
- 2008 - Twilight: een levensgevaarlijke liefde (Stephenie Meyer)
- 2009 - De boekendief (Markus Zusak)
- 2010 - De woorden van zijn vingers (Marian De Smet)
- 2011 - Deadline (Rachel Ward)
- 2012 - Galgenmeid (Jean-Claude van Rijckeghem & Pat van Beirs)
- 2013 - Schaduwliefde (Ruta Sepetys)
- 2014 - Saeculum (Ursula Poznanski)
- 2015 - Boy nobody (Allen Zadoff)
- 2016 - Hermelijn (Linda van Mieghem)
- 2017 - Waar het licht is (Jennifer Niven)
- 2018 - Slaves: Raven I (Miriam Borgermans)
- 2019 - Cel 7 (Kerry Drewery)
- 2020 - Een verre plek vlakbij (Hayley Long)